# 施文慶
施文慶（し ぶんけい、生年不詳 - 589年）は、南朝陳の後主の寵臣。本貫は呉興郡烏程県。

## 経歴
代々官吏を輩出した家柄に生まれた。文慶は学問を好み、経書や史書を渉猟した。陳叔宝（後主）が皇太子であったとき、文慶は陳叔宝に仕えるようになった。後主が即位すると、中書舎人に抜擢された。ときに陳叔陵の乱が起こり、隋軍が国境に迫るなど、軍事や行政の事務に人材が求められていた。文慶は明敏で記憶力が良く、官吏の職務に明るく、時に応じて条理を説くことができた。文慶は沈客卿・陽恵朗・徐哲・曁慧景らとともに後主の信任を受けたが、苛斂誅求のために人々に憎まれた。しかし後主はますます文慶を有能とみなして重用するようになり、内外の事務を総覧させるようになった。文慶は中書舎人のまま太子左衛率に累進した。
禎明3年（589年）、晋熙王陳叔文が長年にわたって湘州刺史の地位にあり、大過なくつとめていたが、後主はかれが上流に割拠することを嫌って、文慶を湘州刺史の後任に抜擢した。文慶は出世を喜びつつも、中央を空けることを心配して、沈客卿を自分の代わりとして推挙し、出発までのあいだは二人で国政の機密を分担していた。
隋軍が大挙して侵攻してきたため、尚書僕射の袁憲や驃騎将軍の蕭摩訶および文武の群臣たちが共議して、京口と采石にそれぞれ兵5000を置き、戦艦200隻を動員して長江の上流下流を周回させ、防備にあてるよう求めた。しかし文慶と沈客卿は「これはいつもの事であり、前線の将帥たちに任せれば十分です。もし人や船を出動させれば、人心を動揺させることになりましょう」と後主に進言した。後主が袁憲らと文慶らの意見の対立で決定を下せないでいるあいだに、隋軍は長江を渡ってしまった。
後主は軍事に通じておらず、侵攻におびえて昼夜に泣き暮らし、朝廷の決裁すべてを文慶に任せてしまった。文慶もすでに諸将に憎まれていることを知り、地位を追われることを恐れて、諸将の意見具申を全てしりぞけた。まもなく文慶は兵を率いて楽游苑に駐屯した。陳が滅ぶと、文慶は隋の晋王楊広に不忠を糾弾され、沈客卿・曁慧景・陽恵朗らとともに石闕の前で斬られた。

## 伝記資料
- 『陳書』巻31 列伝第25
- 『南史』巻77 列伝第67